# Universidad Estatal de Nizhni Nóvgorod
La Universidad Estatal de Nizhni Nóvgorod (nombre oficial: Universidad Estatal de Investigación Nacional de Nizhny Novgorod llamado por N.I. Lobachevski, en ruso: Национа́льный исслéдовательский Нижегоро́дский госуда́рственный университе́т и́мени Н.И.Лобаче́вского) es la institución de educación superior más grande de Nizhni Nóvgorod, Rusia. 
Entre 1932 y 1990 llevaba el nombre Universidad Estatal de Gorki. En 2009 el Ministerio de Educación de Rusia concedió el estatus de universidad nacional de investigación a la universidad de Lobachevsky. Incluye 15 facultades e institutos educativos, 5 institutos de investigación, 4 sucursales en la región.
Actualmente, la universidad cuenta con alrededor de 30.000 estudiantes (incluso extranjeros), más de 1000 estudiantes de posgrado y doctorado. También incluye cerca de 1.200 docentes y asistentes y más de 400 profesores. 

## Historia
La universidad fue inaugurada el 17 (31) de enero de 1916 como una de las tres universidades populares de Rusia, que formaban parte del sistema de universidades "gratuitas". 
Para Nizhny Novgorod, esta fue la primera institución de educación superior.
En 1918, el Instituto Politécnico de Varsovia del emperador Nicolás II fue evacuado a Nizhny Novgorod. Después de la fusión con este instituto y con los Cursos Superiores Agropecuarios, la universidad recibió el estatus de universidad estatal — por primera vez en la historia de Unión Soviética.
En 1921 el número de facultades se redujo significativamente. El 4 de mayo de 1921, el Consejo de Comisarios del Pueblo de la RSFSR emitió un decreto sobre la liquidación de todas las facultades históricas y filológicas del país y la organización de las facultades de ciencias sociales en su lugar. En 1922, el número de profesores se redujo de 239 a 156.
El 14 de abril de 1930, el Consejo de Comisarios del Pueblo de la RSFSR adoptó una resolución sobre la disolución de varias universidades, incluso la UNN. Como resultado, algunas facultades de la universidad disuelta se transformaron en 6 institutos educativos:
- El Instituto de Mecánica y Construcción de Máquinas (se hizo parte del Instituto Industrial Gorki en 1934)
- El Instituto Químico-Tecnológico (se hizo parte del Instituto Industrial Gorki en 1934)
- La Facultad de Pedagogía (se hizo parte del Instituto Pedagógico en 1930)
- La Facultad de Agronomía (se hizo parte del Instituto Agrícola en 1930)
- La Facultad de Arquitectura e Ingeniería Civil (se hizo parte del Instituto de Ingeniería Civil en 1930)
- La Facultad de Medicina (se transformó en el Instituto Médico en 1930)

Un año después, el 11 de noviembre de 1931, se volvió a formar la universidad, que incluía 3 facultades: de física y matemática, de biología y de química. El edificio del antiguo seminario teológico (ahora el edificio de la facultad de geografía natural de la Universidad Pedagógica Estatal de Nizhny Novgorod en la plaza Minin y Pozharsky) se hizo la base educativa y científica de la universidad renovada. En 1932, los siguientes departamentos funcionaban como parte de la UNN: físico, mecánico, zoológico, botánico, químico y matemático.
Desde 1938, se establecieron exámenes de ingreso y, por primera vez, la Universidad de Gorki realizó una selección de estudiantes de primer año por concurso. 
El 20 de marzo de 1956, por decreto del Presidium del Soviet Supremo de la URSS, la Universidad Estatal de Gorki recibió el nombre del destacado matemático ruso N.I. Lobachevski.
Aparte de la actividad educativa la Universidad de Lobachevsky es involucrada en las investigaciones científicas de la importancia nacional. En 1932 se incluyó en la estructura universitaria el Instituto de Investigaciones Científicas de Física y Técnica. Todavía forma parte de la universidad y coopera con Roscosmos y otras organizaciones estatales y privadas. En 1944 se estableció dentro de la universidad el Instituto de Investigación de Química que se dedica al desarrollo de la industria química y militar. En 1956 se formó el Instituto de Investigación de Ciencia Radiofísica en la base de estructuras de universidad. A este instituto se otorgó el Orden de la Bandera Roja del Trabajo por grandes logros en radiofísica, radiotécnica y astronomía. En 1974 la universidad estableció el Instituto de Investigación de Mecánica. En 2012 la Universidad de Lobachevsky creó el instituto de investigación de sistemas vivos que en 2016 se transformó en el Instituto de investigación de Neurociencias. Este estructura se centra en el análisis de la actividad cerebral.
En 2014, la Universidad puso en marcha el potente superordenador "Lobachevsky". La capacidad máxima de esta supercomputadora es de 570 Tflops: esto la convierte en el tercer superordenador más potente de las universidades rusas y la posiciona en la lista de los superordenadores más potentes del mundo.
Como participante en un programa federal para el desarrollo de la industria médica y farmacéutica, en 2017 la Universidad estableció el Centro de Desarrollo Innovador de Ingeniería de Instrumentos Médicos.

## Rating
La Universidad participa en numerosas clasificaciones nacionales e internacionales de instituciones de enseñanza superior. Según QS World University Rankings 2023, la universidad de Lobachevski entra el top-800 de universidades del mundo así como el top-450 de universidades en el campo de matemática y física. La universidad es incluida en el top-1500 de las mejores universidades del mundo por Times Higher Education World University Rankings 2023. También figura en sus clasificaciones temáticas en el campo de física, ingeniería, ciencias biológicas, ciencias de informática. La UNN se encuentra entre las 800 mejores universidades del mundo según THE Impact Rankings 2022. Este rating analiza el progreso de universidades en 17 Objetivos del desarrollo sostenible de la ONU. La universidad ocupa el puesto #1455 (#18 entre universidades rusas) en la clacificación U.S. News Best Global Universities 2022-2023 y el puesto #583 en el campo de física. También la universidad se encuentra en el puesto #460 entre las universidades del mundo según Round University Ranking 2022.
En cuanto a las especificaciones rusas, en 2022 la agencia Interfax pone la universidad de Lobachevski en el puesto #25-26. En el top-100 ranking de RAEX la UNN se encuentra el puesto #32. Según la especificación de "Tres Misiones de Universidad", se sitúa en el puesto #18-22. Además el servicio de la búsqueda de empleo de origen ruso "Superjob" pone la Universidad de Lobachevski en el puesto #9 por el salario de los graduados que trabajan en el campo de tecnología de la información, #8 en el campo de economía y finanzas, así como #8 en el campo de Derecho.

## Desarrollo

### 2016
En octubre de 2016, representantes de la universidad anunciaron el desarrollo de materiales cerámicos únicos para naves espaciales que pueden soportar altas temperaturas y radiación, lo que permite los viajes interplanetarios. Además, los científicos de la UNN lanzaron los proyectos "Cibercorazón" y "Ciberentrenador".
El proyecto Cibercorazón implica el desarrollo de un sistema de software inteligente para recibir, almacenar y analizar datos cardíacos. 
Dicho sistema incluirá un paquete de software que permite cálculos a gran escala que reproducen con alta precisión los procesos dinámicos del corazón. Al mismo tiempo, el dispositivo puede recibir datos fiables sobre la actividad cardíaca humana en tiempo real, así como simular diversas influencias (eléctricas, mecánicas, ópticas y otras) para probar el efecto de los medicamentos. El diseño es capaz de reconocer enfermedades cardíacas basándose en la base de datos existente.
"Cibercorazón" cuenta con un sistema de soporte gráfico para el análisis de datos en cardiología, un sistema de desarrollo automático de métodos para el posible tratamiento de pacientes específicos, un sistema de medición de ECG con envío de resultados a través de una red inalámbrica.
El sistema "Ciberentrenador" EOS (Sistema óptico electromiográfico) está diseñado para el seguimiento, visualización y corrección de la actividad muscular humana. 
El complejo consta de un traje con mío-sensores integrados. Durante la actividad física, el sistema de sensores toma información sobre la carga de trabajo de los músculos de interés y proyecta la imagen en gafas de realidad aumentada. El sistema de estimulación táctil de los músculos individuales puede corregir los movimientos de acuerdo con la referencia registrada. El entrenamiento, incluso con un entrenador personal, no refleja una imagen objetiva del trabajo muscular de una persona.
Al usar el traje Ciberentrenador, el atleta dedica menos tiempo a lograr el objetivo, lo que reduce significativamente la probabilidad de lesiones. El sistema Ciberentrenador le permitirá monitorear el proceso de recuperación de los músculos lesionados, así como también prevenir una nueva lesión. El software le permite establecer el nivel máximo permitido de tensión para cada músculo, al alcanzarlo, el sistema de sensor de vibración le indica al usuario sobre una carga excesiva.

### 2018
Los químicos de la universidad crearon una nueva sustancia para implantes óseos. El proyecto fue lanzado en cooperación con los científicos de la Universidad Tecnológica de Nanyang en 2018 y tuve sus resultados en 2021. La nueva sustancia para implantes es fluorapatite (Ca5(PO4)3F) en la que los átomos de calcio se sustituyen parcialmente por átomos de bismuto y sodio. En este compuesto el bismuto (Bi) proporciona un efecto antibacteriano. Es capaz de combatir las infecciones que amenazan al organismo en el período postoperatorio. El sodio (Na) es responsable de la biocompatibilidad de la sustancia y ayúdalo a integrarse más activamente en el hueso. La base de la composición es una sustancia de calcio, fósforo, oxígeno y flúor, un mineral que reproduce la estructura y composición del tejido óseo humano.

### 2020
El equipo de la Universidad de Lobachevski ganó por primera vez la final del Campeonato Mundial ICPC (International Collegiate Programming Contest). El equipo de la Universidad se proclamó campeón absoluto entre los 119 equipos más potentes de todo el mundo y ganó la copa y la medalla de oro de la prestigiosa competición internacional de informática en la que compiten cada año los mejores jóvenes programadores del mundo. En el campeonato participaron unos 59.000 estudiantes desde 3.406 universidades de 104 países. Las finales del CIPC se celebraron en Rusia con el apoyo del Ministerio de Ciencia y Educación Superior de la Federación Rusa y el Ministerio de Desarrollo Digital, Comunicaciones y Medios Masivos de Rusia.

### 2022
Los científicos de la universidad trabajan por crear fármacos antitumorales de doble acción.
También los representantes de la UNN han terminado de probar un nuevo método de detección electroóptica de pulsos de radiación de terahercios, que permite ver a través de materiales opacos y puede utilizarse para el examen no destructivo de materiales o el escaneo en aeropuertos.
En el marco del programa estatal de sustitución de importaciones Investigadores del Instituto de Química de la Universidad de Lobachevski junto con la Universidad Rusa de Química y Tecnología de Moscú y el Centro Científico y Técnico "Tula-Tech" han creado una instalación para la síntesis automática de nanopartículas metálicas.

## Facultades e instituciones educativas
| - Instituto de Biología y Biomedicina - Instituto de Medicina Clínica - Facultad de Química - Instituto de Relaciones Internacionales e Historia Mundial - Facultad de Radiofísica - Facultad de Física - Instituto de Tecnología de la Información, Matemáticas y Mecánica - Instituto de Economía y Emprendimiento | - Escuela Superior de Física General y Aplicada - Facultad de Derecho - Facultad de Ciencias Sociales - Facultad de Cultura Física y Deportes - Escuela Superior de Arte y Diseño - Instituto de Estudios de Postgrado y Doctorado - Instituto de Filología y Periodismo |

## Institutos de investigación
- Instituto de Investigación de Química
- Instituto de Investigaciones Científicas de Física y Técnica
- Instituto de Investigación de Mecánica
- Instituto de Investigación de Ciencia Radiofísica
- Instituto de Investigación de Neurociencias

## Otras subsidiarias
| - Academia Menor de Administración Pública - Centro de Educación para los Extranjeros - Biblioteca fundamental de UNN - Centro de Investigación y Educación "Física de Nanoestructuras de Estado Sólido" | - Sucursal en Arzamas - Sucursal en Pávlovo - Sucursal en Dzerzhinsk - Sucursal en Balajná | - Centro de Educación Militar - Facultad de Formación Avanzada y Reconversión Profesional - Clínica Psicológica - Parque de Ciencia "Lobachevsky Lab" |